# England og Wales
England og Wales er en samlende betegnelse for en jurisdiktion indenfor Storbritannien. Jurisdiktionen er geografisk afgrænset og består af to af de i alt fire lande, der tilsammen udgør Storbritannien: England og Wales. I modsætning til Skotland og Nordirland deler England og Wales det samme retssystem, som almindeligvis kendes som engelsk ret. 
Historisk set udgør det geografiske område, som England og Wales dækker det ikke længere eksisterende Kongeriget England.
Som følge af den administrative decentralisering i 1990'erne blev den walisiske nationalforsamling oprettet i 1999 og fik under Government of Wales Act 1998 en vis grad af selvstændighed fra Det britiske parlament.